# Festival de la Canción de San Remo 2019
El 69.º Festival de la Canción de San Remo 2019 se llevó a cabo en el Teatro Ariston en la ciudad de San Remo, entre los días 5 al 9 de febrero de 2019.
Repitiendo como presentador, como hizo en 2018, estuvo Claudio Baglioni -quien también fue el encargado de la dirección artística-, acompañado en esta ocasión de Claudio Bisio y Virginia Raffaele. El evento fue retransmitido en directo a nivel nacional por Rai 1, Rai Radio 2 y a nivel internacional a través de Rai Italia e internet.

## Formato
El 69 Festival de San Remo 2019 tuvo lugar en el Teatro Ariston. La dirección estuvo llevada a cabo por Duccio Forzano, la escenografía estuvo a cargo de Francesca Montinaro -quien ya se encargó de ella en la edición de 2013-, y la orquesta estuvo dirigida, por segundo año consecutivo, por Geoff Westley.

### Presentadores
El cantautor Claudio Baglioni, que actúa también como director artístico, será el anfitrión del Festival por segundo año consecutivo, acompañado en esta ocasión de Claudio Bisio y Virginia Raffaele.

### Votación
Durante la celebración del festival serán utilizados 4 métodos de votación distintos, que definirán a los clasificados en las distintas rondas, y finalmente, al ganador del festival:
- Televoto, a través de las llamadas desde números fijos y teléfonos móviles, así como desde Internet o la aplicación oficial del festival.
- Jurado de la prensa, compuesto por periodistas acreditados que se encuentran en la sala de prensa durante la celebración del concurso.
- Encuesta demoscópica, realizada por un grupo de 300 fanes, quienes votan desde sus casas gracias a un sistema electrónico manejado por Ipsos.
- Jurado de expertos, formado por un grupo de personalidades de la música y el espectáculo italiano. Este año, el jurado está compuesto por Mauro Pagani (presidente), Ferzan Özpetek, Camila Raznovich, Claudia Pandolfi, Elena Sofia Ricci, Beppe Severgnini, Serena Dandini y Joe Bastianich.

Estos diferentes sistemas de votación tienen un porcentaje de peso en la votación final de cada noche, distribuido de la siguiente manera:
- Primera, segunda y tercera noches: 40% televoto; 30% encuesta demoscópica; 30% jurado de la prensa
- Cuarta y quinta noches: 50% televoto; 30% jurado de la prensa; 20% jurado de expertos.

En la última parte de la quinta noche, se elabora un nuevo ranking que determina las tres mejores actuaciones, determinado por el porcentaje de votos obtenidos en la votación de esa noche y los obtenidos en las noches anteriores.

## Fase previa

### Sarà Sanremo
A diferencia de las ediciones anteriores, la sección de las Nuevas propuestas no se incluyó en el Festival, sino que se realizó un concurso paralelo para determinar las dos últimas plazas reservadas en la sección Big Artist. Los artistas que compitieron en el nuevo formato fueron seleccionados a través de dos concursos separados: Sección Standard y Área Sanremo. La selección final fue precedida por cuatro galas, conducidas por Luca Barbarossa y Andrea Perroni, donde los artistas presentaron sus canciones.

#### Sección Standard
El 19 de octubre de 2018, la Comisión de la Rai encargada de Festival de la Canción de San Remo 2018 anunció una lista de 677 propuestas, de las que finalmente en esta primera fase solo se eligieron 69, presentadas por artistas provenientes de todas las regiones de Italia -excepto Basilicata y Valle d'Aosta- y del extranjero.
Finalmente, el 27 de noviembre de 2018, la misma Comisión anunció los 18 finalistas.
| - Angelucci - "L'uomo che verrà" - Andrea Biagioni - "Alba piena" - Cannella - "Nei miei ricordi" - Cordio - "La nostra vita" - Diego Conti - "3 gradi" - Einar - "Centomila Volte" - Federica Abbate - "Finalmente" - Fosco17 - "Dicembre" - Giulia Mutti - "Almeno tre" | - La Rua - "Alla mia età si vola" - La Zero - "Nina è brava" - Le Ore - "La mia felpa è come me" - Mahmood - "Gioventù bruciata" - Marte Marasco - "Nella mia testa" - Nyvinne - "Io ti penso" - Ros - "Incendio" - Symo - "Paura d'amare" - Wepro - "Stop/Replay" |

#### Area Sanremo
Tras las audiciones, la Comisión de la RAI, formada por Claudio Baglioni, Claudio Fasulo, Duccio Forzano, Massimo Giuliano, Massimo Martelli y Geoff Westley, seleccionó 6 finalistas para el concurso de entre 225 participantes:
| - Deschema - "Cristallo" - Fedrix & Flaw - "L'impresa" - Francesca Miola - "Amarsi non serve" | - Mescalina - "Chiamami Amore Adesso" - Saita - "Niwrad" - Sisma - "Slow motion" |

### Sanremo Giovani 2018
Los días 20 y 21 de diciembre de 2018, los 24 finalistas interpretaron sus canciones en el Casino de San Remo, dentro del certamen  Sanremo Giovani 2018 retransmitido por la Rai 1 y presentedo por Pippo Baudo y Fabio Rovazzi. Los ganadores de ambas noches consiguieron una plaza para participar en el Festival de San Remo 2019. Einar y Mahmood fueron los ganadores.
     Clasificados para San Remo 2019
| Orden | Artista(s)      | Canción           | Posición | Televoto | Televoto |
| Orden | Artista(s)      | Canción           | Posición | %        | Posición |
| ----- | --------------- | ----------------- | -------- | -------- | -------- |
| 1     | Fosco17         | "Dicembre"        | 8        | 4,65%    | 9        |
| 2     | Einar           | "Centomila volte" | 1        | 24,32%   | 1        |
| 3     | Andrea Biagioni | "Alba piena"      | 4        | 7,75%    | 6        |
| 4     | Symo            | "Paura di amare"  | 12       | 3,02%    | 11       |
| 5     | Fedrix & Flaw   | "L'impresa"       | 10       | 4,67%    | 8        |
| 6     | Ros             | "Incendio"        | 6        | 7,88%    | 4        |
| 7     | Marte Marasco   | "Nella mia testa" | 7        | 6,13%    | 7        |
| 8     | Wepro           | "Stop/Replay"     | 9        | 3,36%    | 10       |
| 9     | Giulia Mutti    | "Almeno tre"      | 5        | 9,67%    | 3        |
| 10    | Federica Abbate | "Finalmente"      | 2        | 7,88%    | 4        |
| 11    | Diego Conti     | "3 gradi"         | 11       | 2,81%    | 12       |
| 12    | Deschema        | "Cristallo"       | 3        | 17,85%   | 2        |

| Orden | Artista(s)      | Canción                  | Posición | Televoto | Televoto |
| Orden | Artista(s)      | Canción                  | Posición | %        | Posición |
| ----- | --------------- | ------------------------ | -------- | -------- | -------- |
| 1     | Le Ore          | "La mia felpa è come me" | 11       | 4,68%    | 8        |
| 2     | Francesca Miola | "Amarsi non serve"       | 9        | 5,32%    | 6        |
| 3     | Mahmood         | "Gioventù bruciata"      | 1        | 5,03%    | 7        |
| 4     | Angelucci       | "L'uomo che verrà"       | 7        | 7,10%    | 4        |
| 5     | Sisma           | "Slow motion"            | 5        | 6,16%    | 5        |
| 6     | La Rua          | "Alla mia età si vola"   | 2        | 35,08%   | 1        |
| 7     | Nyvinne         | "Io ti penso"            | 3        | 4,40%    | 9        |
| 8     | Cordio          | "La nostra vita"         | 4        | 14,76%   | 2        |
| 9     | La Zero         | "Nina è brava"           | 8        | 3,83%    | 10       |
| 10    | Cannella        | "Nei miei ricordi"       | 10       | 2,93%    | 11       |
| 11    | Saita           | "Niwrad"                 | 12       | 1,08%    | 12       |
| 12    | Mescalina       | "Chiamami amore adesso"  | 6        | 9,65%    | 3        |

## Participantes
| Artista                    | Canción (Traducción)                                                | Compositor(es)                                                                        |
| -------------------------- | ------------------------------------------------------------------- | ------------------------------------------------------------------------------------- |
| Achille Lauro              | «Rolls Royce»                                                       | Achille Lauro, D. Petrella, D. Dezi, D. Mungai y Boss Doms                            |
| Anna Tatangelo             | «Le nostre anime di notte» (Nuestras almas en la noche)             | L. Vizzini                                                                            |
| Arisa                      | «Mi sento bene» (Me siento bien)                                    | M. Buzzanca, L. Vizzini, R. Pippa y A. Flora                                          |
| Boomdabash                 | «Per un milione» (Por un millón)                                    | F. Abbate, R. Pagliarulo, Giulio Rapetti Mogol, A. Cisternino, F. Clemente y A. Merli |
| Daniele Silvestri          | «Argentovivo»                                                       | D. Silvestri, T. Iurcich, F. Rondanini y M. Agnelli                                   |
| Einar                      | «Parole nuove» (Nuevas palabras)                                    | A. Maiello, E. Palmosi y N. Marotta                                                   |
| Enrico Nigiotti            | «Nonno Hollywood» (Abuelo Hollywood)                                | E. Nigiotti                                                                           |
| Ex-Otago                   | «Solo una canzone» (Solo una canción)                               | M. Carucci, S. Bertuccini, O. Martellacci, F. Bacci y R. Bouchabla                    |
| Federica Carta y Shade     | «Senza farlo apposta» (Sin hacerlo a propósito)                     | Shade, J. Ettorre y Jaro                                                              |
| Francesco Renga            | «Aspetto che torni» (Espero que vuelvas)                            | Bungaro, F. Renga, C. Chiodo, Rakele y G. Runco                                       |
| Ghemon                     | «Rose viola» (Rosas moradas)                                        | Ghemon y Zef                                                                          |
| Il Volo                    | «Musica che resta» (Música que permanece)                           | G. Nannini, E. Munda, P. Romitelli, P. Mammaro y A. Carozza                           |
| Irama                      | «La ragazza con il cuore di latta» (La niña con el corazón de lata) | Irama, G. Colonnelli, A. Debernardi y G. Nenna                                        |
| Loredana Bertè             | «Cosa ti aspetti da me» (Lo que esperas de mi)                      | G. Curreri, G. Pulli y P. Romitelli                                                   |
| Motta                      | «Dov'è l'Italia» (Dónde está Italia)                                | F. Motta                                                                              |
| Mahmood                    | «Soldi» (Dinero)                                                    | Mahmood, Dardust y Charlie Charles                                                    |
| Negrita                    | «I ragazzi stanno bene» (Los chicos están bien)                     | P. Bruni, C. Petricich, E. Salvi, F. Barbacci, L. Cilembrini y G. Gagliano            |
| Nek                        | «Mi farò trovare pronto» (Me voy a preparar)                        | F. Neviani, P. Antonacci y L. Chiaravalli                                             |
| Nino D'Angelo y Livio Cori | «Un'altra luce» (Otra luz)                                          | L. Cori, N. D'Angelo, F. Fogliano, M. Dagani y G. Fracchiolla                         |
| Paola Turci                | «L'ultimo ostacolo» (El último obstáculo)                           | P. Turci, L. Chiaravalli, S. Marletta y E. Roberts                                    |
| Patty Pravo con Briga      | «Un po' come la vita» (Un poco como la vida)                        | M. Rettani, D. Calvetti, Zibba, Briga y L. Leonori                                    |
| Simone Cristicchi          | «Abbi cura di me» (Cuídame)                                         | S. Cristicchi, N. Brunialti y G. Ortenzi                                              |
| Ultimo                     | «I tuoi particolari» (Sus detalles)                                 | N. Moriconi                                                                           |
| Zen Circus                 | «L'amore è una dittatura» (El amor es una dictadura)                | A. Appino, G. P. Cuccuru y M. Schiavelli                                              |

## Celebración del festival

### Primera noche
En la primera noche, los 24 artistas actuaron con su canción en concurso. Se votó a través de un sistema mixto, repartido de la siguiente manera: televoto (40%), encuesta demoscópica (30%) y jurado de prensa (30%)
Clasificación
| - Clasificación alta | - Clasificación central | - Clasificación baja |

| N.º | Artista                    | Canción                       | Votos primera noche | Votos primera noche | Votos primera noche | Votos primera noche | Votos primera noche | Votos primera noche |
| N.º | Artista                    | Canción                       | Prensa (30%)        | Encuesta (30%)      | Televoto (40%)      | Televoto (40%)      | Media               | Media               |
| N.º | Artista                    | Canción                       | Prensa (30%)        | Encuesta (30%)      | %                   | Posición            | %                   | Posición            |
| --- | -------------------------- | ----------------------------- | ------------------- | ------------------- | ------------------- | ------------------- | ------------------- | ------------------- |
| 1   | Francesco Renga            | Aspetto che torni             | 20                  | 8                   | 3,74%               | 10                  | 3,47%               | 11                  |
| 2   | Nino D'Angelo y Livio Cori | Un'altra luce                 | 21                  | 20                  | 2,51%               | 15                  | 1,94%               | 22                  |
| 3   | Nek                        | Mi farò trovare pronto        | 16                  | 5                   | 4,04%               | 7                   | 4,11%               | 10                  |
| 4   | Zen Circus                 | L'amore è una dittatura       | 11                  | 17                  | 2,28%               | 17                  | 2,98%               | 16                  |
| 5   | Il Volo                    | Musica che resta              | 13                  | 1                   | 17,21%              | 2                   | 10,72%              | 2                   |
| 6   | Loredana Bertè             | Cosa ti aspetti da me         | 5                   | 3                   | 3,92%               | 9                   | 5,85%               | 4                   |
| 7   | Daniele Silvestri          | Argentovivo                   | 3                   | 6                   | 2,90%               | 12                  | 5,30%               | 5                   |
| 8   | Federica Carta y Shade     | Senza farlo apposta           | 24                  | 12                  | 5,27%               | 3                   | 3,45%               | 12                  |
| 9   | Último                     | I tuoi particolari            | 6                   | 2                   | 17,99%              | 1                   | 11,53%              | 1                   |
| 10  | Paola Turci                | L'ultimo ostacolo             | 14                  | 11                  | 2,57%               | 14                  | 3,15%               | 14                  |
| 11  | Motta                      | Dov'è l'Italia?               | 9                   | 22                  | 1,57%               | 22                  | 2,63%               | 19                  |
| 12  | Boomdabash                 | Per un milione                | 12                  | 10                  | 4,80%               | 4                   | 4,55%               | 9                   |
| 13  | Patty Pravo con Briga      | Un po' come la vita           | 19                  | 16                  | 3,31%               | 11                  | 2,69%               | 18                  |
| 14  | Simone Cristicchi          | Abbi cura di me               | 2                   | 4                   | 4,06%               | 6                   | 6,43%               | 3                   |
| 15  | Achille Lauro              | Rolls Royce                   | 7                   | 24                  | 2,74%               | 13                  | 3,14%               | 15                  |
| 16  | Arisa                      | Mi sento bene                 | 4                   | 9                   | 2,07%               | 19                  | 4,69%               | 7                   |
| 17  | Negrita                    | I ragazzi stanno bene         | 15                  | 14                  | 2,09%               | 18                  | 2,58%               | 20                  |
| 18  | Ghemon                     | Rose viola                    | 18                  | 23                  | 1,81%               | 20                  | 1,75                | 23                  |
| 19  | Einar                      | Parole nuove                  | 23                  | 18                  | 2,49%               | 16                  | 1,96%               | 21                  |
| 20  | Ex-Otago                   | Solo una canzone              | 16                  | 21                  | 3,95%               | 8                   | 2,82%               | 17                  |
| 21  | Anna Tatangelo             | Le nostre anime di notte      | 22                  | 15                  | 1,20%               | 24                  | 1,57%               | 24                  |
| 22  | Irama                      | La ragazza col cuore di latta | 9                   | 7                   | 4,52%               | 5                   | 4,91%               | 6                   |
| 23  | Enrico Nigiotti            | Nonno Hollywood               | 8                   | 13                  | 1,22%               | 23                  | 3,22%               | 13                  |
| 24  | Mahmood                    | Soldi                         | 1                   | 19                  | 1,74%               | 21                  | 4,55%               | 8                   |

Artistas invitados
- Andrea Bocelli - Il mare calmo della sera (con Claudio Baglioni), Fall on Me (con Matteo Bocelli)
- Pierfrancesco Favino
- Giorgia - Medley: Le tasche piene di sassi/ Una storia importante/I Will Always Love You, Come saprei (con Claudio Baglioni)
- Claudio Santamaria - Medley homenaje al Quartetto Cetra: Nella vecchia fattoria/Ba Ba/Donna/Musetto/Vecchia America/Un bacio a mezzanotte (con Claudio Baglioni, Claudio Bisio y Virginia Raffaele)

### Segunda noche
Durante la segunda noche, actuarán 12 de los 24 artistas en concurso.
Clasificación
| - Clasificación alta | - Clasificación central | - Clasificación baja |

| N.º | Artista                | Canción                | Votos segunda noche | Votos segunda noche | Votos segunda noche | Votos segunda noche | Votos segunda noche | Votos segunda noche |
| N.º | Artista                | Canción                | Prensa (30%)        | Encuesta (30%)      | Televoto (40%)      | Televoto (40%)      | Media               | Media               |
| N.º | Artista                | Canción                | Prensa (30%)        | Encuesta (30%)      | %                   | Posición            | %                   | Posición            |
| --- | ---------------------- | ---------------------- | ------------------- | ------------------- | ------------------- | ------------------- | ------------------- | ------------------- |
| 1   | Achille Lauro          | Rolls Royce            | 4                   | 12                  | 7,13%               | 4                   | 7,55%               | 5                   |
| 2   | Einar                  | Parole nuove           | 11                  | 8                   | 6,57%               | 5                   | 4,96%               | 10                  |
| 3   | Il Volo                | Musica che resta       | 8                   | 1                   | 38,32%              | 1                   | 21,51%              | 1                   |
| 4   | Arisa                  | Mi sento bene          | 1                   | 5                   | 5,83%               | 7                   | 12,78%              | 2                   |
| 5   | Nek                    | Mi farò trovare pronto | 9                   | 4                   | 5,88%               | 6                   | 6,56%               | 6                   |
| 6   | Daniele Silvestri      | Argentovivo            | 2                   | 3                   | 5,40%               | 9                   | 10,95%              | 4                   |
| 7   | Ex-Otago               | Solo una canzone       | 6                   | 10                  | 5,78%               | 8                   | 5,00%               | 9                   |
| 8   | Ghemon                 | Rose viola             | 5                   | 11                  | 3,42%               | 10                  | 3,92%               | 11                  |
| 9   | Loredana Bertè         | Cosa ti aspetti da me  | 3                   | 2                   | 8,12%               | 2                   | 12,35%              | 3                   |
| 10  | Paola Turci            | L'ultimo ostacolo      | 7                   | 6                   | 3,21%               | 11                  | 5,04%               | 8                   |
| 11  | Negrita                | I ragazzi stanno bene  | 10                  | 9                   | 3,06%               | 12                  | 3,79%               | 12                  |
| 12  | Federica Carta y Shade | Senza farlo apposta    | 12                  | 7                   | 7,29%               | 3                   | 5,58%               | 7                   |

Artistas invitados
- Fiorella Mannoia - Il peso del coraggio, Quello che le donne non dicono (con Claudio Baglioni)
- Pippo Baudo
- Michelle Hunziker
- Marco Mengoni - Hola (I Say) (con Tom Walker), L'essenziale y Emozioni (con Claudio Baglioni)
- Pio y Amedeo
- Riccardo Cocciante -  De Notre-Dame de París: Bella (con Giò Di Tonno, Vittorio Matteucci y Graziano Galatone), Margherita (con Claudio Baglioni)
- Laura Chiatti y Michele Riondino - Un'avventura

### Tercera noche
Durante la tercera noche, actuarán los 12 artistas en concurso que no participaron en la segunda noche.
Clasificación
| - Clasificación alta | - Clasificación central | - Clasificación baja |

| N.º | Artista                    | Canción                       | Votos tercera noche | Votos tercera noche | Votos tercera noche | Votos tercera noche | Votos tercera noche | Votos tercera noche |
| N.º | Artista                    | Canción                       | Prensa (30%)        | Encuesta (30%)      | Televoto (40%)      | Televoto (40%)      | Media               | Media               |
| N.º | Artista                    | Canción                       | Prensa (30%)        | Encuesta (30%)      | %                   | Posición            | %                   | Posición            |
| --- | -------------------------- | ----------------------------- | ------------------- | ------------------- | ------------------- | ------------------- | ------------------- | ------------------- |
| 1   | Mahmood                    | Soldi                         | 2                   | 8                   | 4,32%               | 7                   | 8,94%               | 4                   |
| 2   | Enrico Nigiotti            | Nonno Hollywood               | 6                   | 5                   | 8,02%               | 5                   | 8,65%               | 5                   |
| 3   | Anna Tatangelo             | Le nostre anime di notte      | 9                   | 7                   | 2,85%               | 11                  | 4,15%               | 10                  |
| 4   | Último                     | I tuoi particolari            | 3                   | 2                   | 27,92%              | 1                   | 19,90%              | 1                   |
| 5   | Francesco Renga            | Aspetto che torni             | 8                   | 4                   | 6,83%               | 6                   | 7,29%               | 7                   |
| 6   | Irama                      | La ragazza col cuore di latta | 4                   | 3                   | 14,62%              | 2                   | 12,32%              | 3                   |
| 7   | Patty Pravo con Briga      | Un po' come la vita           | 11                  | 10                  | 3,77%               | 9                   | 3,58%               | 11                  |
| 8   | Simone Cristicchi          | Abbi cura di me               | 1                   | 1                   | 9,69%               | 4                   | 13,99%              | 2                   |
| 9   | Boomdabash                 | Per un milione                | 10                  | 6                   | 11,42%              | 3                   | 8,29%               | 6                   |
| 10  | Motta                      | Dov'è l'Italia                | 5                   | 12                  | 2,64%               | 12                  | 4,66%               | 9                   |
| 11  | Zen Circus                 | L'amore è una dittatura       | 7                   | 9                   | 3,73%               | 10                  | 5,11%               | 8                   |
| 12  | Nino D'Angelo y Livio Cori | Un'altra luce                 | 12                  | 11                  | 4,20%               | 8                   | 3,13%               | 12                  |

Artistas invitados
- Antonello Venditti - Sotto il segno dei pesci, Notte prima degli esami (con Claudio Baglioni)
- Alessandra Amoroso - Dalla tua parte, Io che non vivo (senza te) (con Claudio Baglioni)
- Ornella Vanoni - La gente e me (con Virginia Raffaele)
- Raf e Umberto Tozzi - Medley: Il battito animale/Tu/Ti pretendo/Gloria, Gente di mare (con Claudio Baglioni, Claudio Bisio y Virginia Raffaele)
- Paolo Cevoli
- Fabio Rovazzi - Andiamo a comandare, Tutto molto interessante (recitado), Faccio quello che voglio (con Claudio Baglioni y Fausto Leali)
- Serena Rossi - Homenaje a Mia Martini: Almeno tu nell'universo (con Claudio Baglioni)
- Rocco Papaleo
- Simone Montedoro y Anna Ferzetti

### Cuarta noche
La cuarta noche estará dedicada a los duetos. Cada artista presentará para la ocasión una versión revisada de su propia canción en concurso, acompañada por un artista invitado.
Clasificación
| - Clasificación alta | - Clasificación central | - Clasificación baja |

| N.º | Artista - Invitado                                               | Canción                       | Votos cuarta noche | Votos cuarta noche | Votos cuarta noche | Votos cuarta noche | Votos cuarta noche | Votos cuarta noche | Media total | Media total |
| N.º | Artista - Invitado                                               | Canción                       | Prensa (30%)       | Expertos (20%)     | Televoto (50%)     | Televoto (50%)     | Media (4ª noche)   | Media (4ª noche)   | Media total | Media total |
| N.º | Artista - Invitado                                               | Canción                       | Prensa (30%)       | Expertos (20%)     | %                  | Posición           | %                  | Posición           | %           | Posición    |
| --- | ---------------------------------------------------------------- | ----------------------------- | ------------------ | ------------------ | ------------------ | ------------------ | ------------------ | ------------------ | ----------- | ----------- |
| 1   | Federica Carta y Shade - Cristina D'Avena                        | Senza farlo apposta           | 20                 | 21                 | 4,27%              | 7                  | 2,40%              | 16                 | 2,76%       | 16          |
| 2   | Motta - Nada                                                     | Dov'è l'Italia                | 13                 | 3                  | 1,46%              | 23                 | 3,89%              | 9                  | 3,18%       | 11          |
| 3   | Irama - Noemi                                                    | La ragazza col cuore di latta | 11                 | 13                 | 8,38%              | 3                  | 5,61%              | 7                  | 5,57%       | 7           |
| 4   | Patty Pravo con Briga - Giovanni Caccamo                         | Un po' come la vita           | 23                 | 15                 | 2,09%              | 15                 | 1,42%              | 21                 | 1,83%       | 21          |
| 5   | Negrita - Enrico Ruggeri y Roy Paci                              | I ragazzi stanno bene         | 19                 | 11                 | 1,87%              | 20                 | 1,86%              | 19                 | 2,05%       | 20          |
| 6   | Il Volo - Alessandro Quarta                                      | Musica che resta              | 9                  | 21                 | 22,35%             | 1                  | 12,47%             | 1                  | 11,61%      | 1           |
| 7   | Arisa - Tony Hadley y Kataklò                                    | Mi sento bene                 | 2                  | 8                  | 2,49%              | 9                  | 5,41%              | 8                  | 5,48%       | 8           |
| 8   | Mahmood - Guè Pequeno                                            | Soldi                         | 4                  | 1                  | 2,27%              | 12                 | 8,30%              | 3                  | 6,41%       | 5           |
| 9   | Ghemon - Diodato y Calibro 35                                    | Rose viola                    | 8                  | 5                  | 1,94%              | 19                 | 3,82%              | 10                 | 2,84%       | 14          |
| 10  | Francesco Renga - Bungaro, Eleonora Abbagnato y Friedemann Vogel | Aspetto che torni             | 18                 | 18                 | 2,92%              | 8                  | 2,10%              | 17                 | 2,83%       | 15          |
| 11  | Último - Fabrizio Moro                                           | I tuoi particolari            | 7                  | 6                  | 14,44%             | 2                  | 10,29%             | 2                  | 10,52%      | 2           |
| 12  | Nek - Neri Marcorè                                               | Mi farò trovare pronto        | 20                 | 15                 | 2,26%              | 13                 | 1,60%              | 20                 | 2,65%       | 18          |
| 13  | Boomdabash - Rocco Hunt y Musici Cantori di Milano               | Per un milione                | 16                 | 9                  | 4,60%              | 5                  | 3,76%              | 11                 | 4,05%       | 9           |
| 14  | Zen Circus - Brunori Sas                                         | L'amore è una dittatura       | 14                 | 10                 | 2,23%              | 14                 | 2,61%              | 14                 | 2,69%       | 17          |
| 15  | Paola Turci - Giuseppe Fiorello                                  | L'ultimo ostacolo             | 17                 | 12                 | 1,50%              | 22                 | 1,87%              | 18                 | 2,35%       | 19          |
| 16  | Anna Tatangelo - Syria                                           | Le nostre anime di notte      | 15                 | 18                 | 1,05%              | 24                 | 1,29%              | 22                 | 1,56%       | 23          |
| 17  | Ex-Otago - Jack Savoretti                                        | Solo una canzone              | 12                 | 6                  | 2,01%              | 17                 | 3,05%              | 13                 | 2,85%       | 13          |
| 18  | Enrico Nigiotti - Paolo Jannacci y Massimo Ottoni                | Nonno Hollywood               | 10                 | 18                 | 2,44%              | 10                 | 2,49%              | 15                 | 3,13%       | 12          |
| 19  | Loredana Bertè - Irene Grandi                                    | Cosa ti aspetti da me         | 1                  | 4                  | 4,31%              | 6                  | 7,08%              | 4                  | 6,55%       | 4           |
| 20  | Daniele Silvestri - Manuel Agnelli                               | Argentovivo                   | 3                  | 2                  | 1,77%              | 21                 | 6,35%              | 6                  | 5,87%       | 6           |
| 21  | Einar - Biondo y Sergio Sylvestre                                | Parole nuove                  | 23                 | 21                 | 2,05%              | 16                 | 1,19%              | 23                 | 1,71%       | 22          |
| 22  | Simone Cristicchi - Ermal Meta                                   | Abbi cura di me               | 5                  | 13                 | 6,94%              | 4                  | 6,55%              | 5                  | 6,63%       | 3           |
| 23  | Nino D'Angelo y Livio Cori - Sottotono                           | Un'altra luce                 | 22                 | 21                 | 1,96%              | 18                 | 1,18%              | 24                 | 1,47%       | 24          |
| 24  | Achille Lauro - Morgan                                           | Rolls Royce                   | 6                  | 15                 | 2,41%              | 11                 | 3,41%              | 12                 | 3,43%       | 10          |

Artistas invitados
- Luciano Ligabue - Luci d'America, Urlando contro il cielo, Dio è morto (se Dio muore, è per tre giorni poi risorge) (con Claudio Baglioni)
- Anna Foglietta
- Melissa Greta Marchetto
- Anastasio - Correre

### Quinta noche
Durante la noche final, los 24 artistas interpretarán de nuevo sus canciones en concurso. Los tres artistas con mejor puntuación pasarán a la fase final del concurso.
Clasificación
- Artistas clasificados para la última fase.

| N.º | Artista                    | Canción                       | Votos quinta noche | Votos quinta noche | Votos quinta noche | Votos quinta noche | Votos quinta noche | Votos quinta noche | Media total | Media total |
| N.º | Artista                    | Canción                       | Prensa (30%)       | Expertos (20%)     | Televoto (50%)     | Televoto (50%)     | Media (5ª noche)   | Media (5ª noche)   | Media total | Media total |
| N.º | Artista                    | Canción                       | Prensa (30%)       | Expertos (20%)     | %                  | Posición           | %                  | Posición           | %           | Posición    |
| --- | -------------------------- | ----------------------------- | ------------------ | ------------------ | ------------------ | ------------------ | ------------------ | ------------------ | ----------- | ----------- |
| 1   | Daniele Silvestri          | Argentovivo                   | 3                  | 2                  | 3,19%              | 9                  | 5,87%              | 6                  | 5,87%       | 6           |
| 2   | Anna Tatangelo             | Le nostre anime di notte      | 18                 | 18                 | 1,24%              | 18                 | 1,08%              | 21                 | 1,32%       | 22          |
| 3   | Ghemon                     | Rose viola                    | 9                  | 5                  | 1,42%              | 17                 | 3,16%              | 11                 | 3,00%       | 12          |
| 4   | Negrita                    | I ragazzi stanno bene         | 18                 | 10                 | 1,12%              | 21                 | 1,55%              | 18                 | 1,80%       | 20          |
| 5   | Último                     | I tuoi particolari            | 6                  | 7                  | 19,25%             | 1                  | 12,92%             | 2                  | 11,72       | 1           |
| 6   | Nek                        | Mi farò trovare pronto        | 20                 | 17                 | 1,98%              | 14                 | 1,49%              | 20                 | 2,07%       | 19          |
| 7   | Loredana Bertè             | Cosa ti aspetti da me         | 1                  | 6                  | 9,49%              | 3                  | 10,35%             | 3                  | 8,45%       | 4           |
| 8   | Francesco Renga            | Aspetto che torni             | 17                 | 18                 | 2,19%              | 13                 | 1,65%              | 17                 | 2,24%       | 15          |
| 9   | Mahmood                    | Soldi                         | 2                  | 1                  | 3,49%              | 7                  | 13,30%             | 1                  | 9,85%       | 3           |
| 10  | Ex-Otago                   | Solo una canzone              | 11                 | 8                  | 1,54%              | 16                 | 2,58%              | 12                 | 2,72%       | 13          |
| 11  | Il Volo                    | Musica che resta              | 13                 | 21                 | 17,65%             | 2                  | 9,48%              | 4                  | 10,54%      | 2           |
| 12  | Paola Turci                | L'ultimo ostacolo             | 16                 | 9                  | 1,72%              | 15                 | 2,11%              | 15                 | 2,23%       | 16          |
| 13  | Zen Circus                 | L'amore è una dittatura       | 12                 | 12                 | 1,24%              | 19                 | 1,75%              | 16                 | 2,22%       | 17          |
| 14  | Patty Pravo con Briga      | Un po' come la vita           | 21                 | 18                 | 1,11%              | 22                 | 0,85%              | 22                 | 1,34%       | 21          |
| 15  | Arisa                      | Mi sento bene                 | 4                  | 3                  | 2,51%              | 12                 | 4,95%              | 8                  | 5,22%       | 8           |
| 16  | Irama                      | La ragazza col cuore di latta | 10                 | 12                 | 8,36%              | 4                  | 5,60%              | 7                  | 5,59%       | 7           |
| 17  | Achille Lauro              | Rolls Royce                   | 7                  | 12                 | 3,45%              | 8                  | 4,09%              | 9                  | 3,76%       | 9           |
| 18  | Nino D'Angelo e Livio Cori | Un'altra luce                 | 23                 | 21                 | 1,18%              | 20                 | 0,72%              | 23                 | 1,09%       | 24          |
| 19  | Federica Carta e Shade     | Senza farlo apposta           | 21                 | 21                 | 2,65%              | 11                 | 1,52%              | 19                 | 2,14%       | 18          |
| 20  | Simone Cristicchi          | Abbi cura di me               | 4                  | 12                 | 6,70%              | 5                  | 6,01%              | 5                  | 6,32%       | 5           |
| 21  | Enrico Nigiotti            | Nonno Hollywood               | 8                  | 12                 | 3,70%              | 6                  | 3,53%              | 10                 | 3,33%       | 10          |
| 22  | Boomdabash                 | Per un milione                | 15                 | 11                 | 2,94%              | 10                 | 2,55%              | 13                 | 3,30%       | 11          |
| 23  | Einar                      | Parole nuove                  | 23                 | 21                 | 1,10%              | 23                 | 0,68%              | 24                 | 1,19%       | 23          |
| 24  | Motta                      | Dov'è l'Italia                | 14                 | 4                  | 0,79%              | 24                 | 2,23%              | 14                 | 2,71%       | 14          |

##### Final a tres
Los 3 artistas interpretaron sus canciones sometiéndose a una votación similar a la de la ronda anterior. De esta manera, se determinó la canción ganadora del Festival.
Clasificación final
| N.º | Artista | Canción            | Votos final a 3 | Votos final a 3 | Votos final a 3 | Votos final a 3 | Votos final a 3   | Votos final a 3   | Media total | Media total |
| N.º | Artista | Canción            | Prensa (30%)    | Expertos (20%)  | Televoto (50%)  | Televoto (50%)  | Media (final a 3) | Media (final a 3) | Media total | Media total |
| N.º | Artista | Canción            | Prensa (30%)    | Expertos (20%)  | %               | Posición        | %                 | Posición          | %           | Posición    |
| --- | ------- | ------------------ | --------------- | --------------- | --------------- | --------------- | ----------------- | ----------------- | ----------- | ----------- |
| 1   | Mahmood | Soldi              | 1               | 1               | 20,95%          | 3               | 47,15%            | 1                 | 38,92%      | 1           |
| 2   | Último  | I tuoi particolari | 2               | 2               | 48,80%          | 1               | 34,62%            | 2                 | 35,56%      | 2           |
| 3   | Il Volo | Musica che resta   | 3               | 2               | 30,26%          | 2               | 18,22%            | 3                 | 25,53%      | 3           |

Artistas invitados
- Eros Ramazzotti - Vita ce n'è, Adesso tu (con Claudio Baglioni), Per le strade una canzone (con Luis Fonsi)
- Lo Stato Sociale con Renato Pozzetto - E la vita, la vita (actuación pregrabada en la alfombra roja.[21])
- Elisa - Anche fragile, Vedrai Vedrai (con Claudio Baglioni)
- Componentes del Sanremo Giovani World Tour (Federica Abbate, Deschema, Einar, La Rua, Mahmood y Nyvinne)
- Mago Forest
- Anna Foglietta, Melissa Greta Marchetto y Rocco Papaleo - Vengo anch'io. No, tu no (con Claudio Baglioni, Virginia Raffaele y Claudio Bisio)

## Reconocimientos
- Vencedor del 69 Festival de la Canción de San Remo: Mahmood con Soldi
- Representante de Italia en el Festival de la Canción de Eurovisión 2019: Mahmood con Soldi
- Podio - Segundo clasificado de 69 Festival de la Canción de San Remo: Último con I tuoi particolari
- Podio - Tercer clasificado de 69 Festival de la Canción de San Remo: Il Volo con Musica che resta
- Premio al mejor dueto: Motta - Nada con Dov'è l'Italia[20]
- Premio "Sergio Bardotti" a la mejor letra: Daniele Silvestri con Argentovivo
- Premio de la Crítica "Mia Martini": Daniele Silvestri con Argentovivo
- Premio de la prensa "Lucio Dalla": Daniele Silvestri con Argentovivo
- Premio "Enzo Jannacci" a la mejor interpretación: Mahmood con Soldi[21]
- Premio Lunezia por el valor musical-literario de la obra: Enrico Nigiotti con Nonno Hollywood[22]
- Premio "Giancarlo Bigazzi" a la mejor composición musical: Simone Cristicchi con Abbi cura di me
- Premio "Sergio Endrigo" a la mejor interpretación: Simone Cristicchi con Abbi cura di me
- Premio TIMmusic: Último con I tuoi particolari
- Premio Baglioni d'oro a la mejor canción votada por los artistas en el concurso (Dopofestival): Mahmood con Soldi
- Premio de Público del Ariston: Loredana Bertè con Cosa ti aspetti da me

## Audiencia
Los resultados de audiencia en cada una de las noches fueron:
| Noche                 | Primera parte         | Primera parte         | Segunda parte         | Segunda parte         | Promedio        | Promedio |
| Noche                 | Telespectadores       | Share                 | Telespectadores       | Share                 | Telespectadores | Share    |
| --------------------- | --------------------- | --------------------- | --------------------- | --------------------- | --------------- | -------- |
| 1ª (5 de febrero)     | 12.282.000            | 49,40%                | 5.120.000             | 50,11%                | 10.086.000      | 49,50%   |
| 2ª (6 de febrero)     | 10.959.000            | 46,35%                | 5.260.000             | 51,98%                | 9.144.000       | 47,30%   |
| 3ª (7 de febrero)     | 10.851.000            | 46,37%                | 5.126.000             | 49,10%                | 9.409.000       | 46,70%   |
| 4ª (8 de febrero)     | 11.170.000            | 45,49%                | 6.215.000             | 48,55%                | 9.552.000       | 46,10%   |
| 5ª (9 de febrero)     | 12.129.000            | 53,12%                | 8.394.000             | 65,20%                | 10.622.000      | 56,50%   |
| Promedio de audiencia | Promedio de audiencia | Promedio de audiencia | Promedio de audiencia | Promedio de audiencia | 9.797.706       | 49,38%   |

## Programas relacionados

### PrimaFestival
Al igual que en ediciones anteriores, también en 2019 se celebró el PrimaFestival, una transmisión centrada en curiosidades, detalles y noticias sobre las canciones a concurso, los artistas y los invitados del Festival. Se emitió del 25 de enero al 9 de febrero de 2019 con la dirección de Simone Montedoro y Anna Ferzetti, en vivo desde la Sala Biribissi del Casino de Sanremo y desde la alfombra roja del Teatro Ariston.

### DopoFestival
El show, que en esta edición se llamó Dopofestival - The Dark Side of Sanremo, fue presentado por el actor y director Rocco Papaleo junto a Anna Foglietta y Melissa Greta Marchetto, y contenía comentarios acerca del programa, con la participación de artistas invitados y periodistas.